# Itapotihyla langsdorffii
Itapotihyla langsdorffii es una especie de anfibios de la familia Hylidae. Es monotípica del género Itapotihyla.
Habita en el noreste de Argentina, sur de Brasil y este de Paraguay.
Sus hábitats naturales incluyen bosques tropicales o subtropicales secos y a baja altitud, marismas de agua dulce y corrientes intermitentes de agua. Está amenazada de extinción por la destrucción de su hábitat natural.